# Jera Ivanc
Jera Ivanc, slovenska klasična filologinja, dramatičarka, dramaturginja, prevajalka in publicistka, * 4. februar 1975, Ljubljana, Slovenija.

## Življenje
Jera Ivanc, hči igralca Braneta Ivanca in scenografke Mete Hočevar ter sestra režiserja Jake Ivanca, je obiskovala osnovno šolo Toneta Tomšiča, dan. Osnovna šola Poljane, v Ljubljani ter maturirala na Gimnaziji Bežigrad. Na Filozofski fakulteti Univerze v Ljubljani je pridobila diplomo iz grškega jezik s književnostjo ter diplomo iz latinskega jezika s književnostjo.
Debitantsko dramsko besedilo Perzej, zasnovano na starogrški mitologiji, je napisala za Lutkovno gledališče Ljubljana. Predstava je bila uspešnica ter navdušila tako otroke, mladino in odrasle. Za isto gledališče se je leta 2005 v drugo izkazala s prav tako uspešnim dramskim delom Zakaj verjeti v zmaje, ki mlademu občinstvu približa svet slovanskih bajeslovnih bitjih. Odrska postavitev Zakaj verjeti v zmaje je utrdila plodno dinamiko sodelovanja z bratom dvojčkom, režiserjem Jako Ivancem. Kreativni dvojec se ponovno potrdi, ko brat Jaka v produkciji primorskega Koprskega gledališča leta 2006 režira njeno naslednje dramsko besedilo Svetilnik, ki uspešno gosti po Sloveniji.
Med časom študija razvita pedagoška žilica jo vodi pri ozaveščanju slovenskih srednjih šol o pomenu učenja latinščine in grščine pri razvoju odličnosti prihodnjih generacij slovenske inteligence. V tem duhu je za založbo Modrijan leta 2008 prvič v slovenski jezik prevedla Medejo, ki je eno temeljnih klasičnih besedil rimskega filozofa Seneke. Prav tako, kot strokovna sodelavka deluje pri nastajanju antično navdahnjenih gledaliških projektov v slovenskih klasičnih gimnazijiah in Waldorfskih šolah. Februarja 2009 v okviru zbirke Klasje, Založbe DZS, izide prvi slovenski prevod Plavtovih Dvojčkov, pod katerega se podpiše kot prevajalka in avtorice spremne besede.
Po uspešnih in kakovostnih glasbenih besedilih za lastna dramska dela, je bila kot avtorica besedil povabljena k ustvarjanju nosilnih pesmi novega slovnskega mladinskega filma z delovnim naslovom Taborniki.
Objavlja prispevke in prevode v različnih strokovnih in znanstvenih revijah ter gledaliških listih,
Je aktivna članica Društva za antične in humanistične študije.
Živi in dela v Ljubljani in na Križni gori.

## Prevodi
2009
- Plavt, Dvojčka: prevod (j. latinski) in spremna beseda; DZS, zbirka Klasje

2008
- Seneka, Medeja: prevod (j. latinski) in spremna beseda; založba Modrijan, Ljubljana

2006
- Evripid, Orest: prevod (j. grški); SNG Drama Maribor, r. Hansguenther Heyme

2005
- Evripid, Alkestida: prevod (j. grški); za SNG Drama Ljubljana /neuprizorjena, odlomek je objavljen v reviji Keria

2003
- Milorad Stojević, Letovanje na kmetih, odsevi; Branko Čegec, Dve popotni, dve vodoodporni; Senko Karuza, Radazin blues; Stevo Đurašković, Žitomislići; Neven Ušumović, Prpoš-mojster gre v pokoj: prevod (j. hrvaški); Apokalipsa, 2003-71

## Dramska besedila
2007
- Aldo Kumar, Al' pekel al' nebo, krotka opera v enem dejanju: avtorica libreta (po Francetu Prešernu); SNG Opera in balet Maribor, r. Jaka Ivanc

2006
- Jera Ivanc, Svetilnik: avtorica dramskega besedila; Gledališče Koper, r. Jaka Ivanc

2005
- Jera Ivanc, Zakaj verjeti v zmaje: avtorica dramskega besedila (in dramaturgija); LGL, r. Jaka Ivanc

2003
- Jera Ivanc, Perzej: avtorica dramskega besedila (in dramaturgija); LGL, r. Jaka Ivanc

## Dramaturgija in asistentka režije
2008
- Vladimir Stojsavljević, Prepovedano gledališče: dramaturginja; Zavod Projekt Atol, r. Dragan Živadinov
- William Shakespeare, Kralj Lear, asistentka režije; SNG Drama, r. Mile Korun

2007
- Tajna velikega feniksa, gledališka predstava v štirih klovnovskih žanrih po motivih knjige »IGRA O WILLIAMU SHAKESPEARJU« Ilje Gililova: dramaturginja; STARA GARA/KUD France Prešeren, r. Ravil Sultanov
- Dane Zajc, Jagababa: asistentka režije; SNG Drama, r. Mile Korun

2006
- Gregor Strniša, Žabe: dramaturginja; PG Kranj, r. Jaka Ivanc
- Marguerite Yourcenar, Ognjeni: dramaturginja; Zavod Ramovš/Stara Elektrarna, r. Tijana Zinajić
- Meta Hočevar, Smoletov vrt: dramaturginja; SNG Drama Ljubljana, r. Meta Hočevar

2005
- Drago Jančar, Severni sij: dramaturginja (in asistenca režije); SNG Drama Maribor, r. Mile Korun
- Jera Ivanc, Zakaj verjeti v zmaje: (avtorstvo in) dramaturginja; LGL, r. Jaka Ivanc

2004
- Peter Handke, Kaspar: dramaturginja; SMG, r. Jaka Ivanc

2003
Edward Albee, Kdo se boji Virginije Woolf: dramaturginja; MGL, r. Mile Korun
Jera Ivanc, Perzej: (avtorstvo in) dramaturginja; LGL, r. Jaka Ivanc

## Glasbeni projekti
- Mala morska deklica
- Romana Krajnčan, Vonj po ljubezni